# NGC 3204
NGC 3204 је спирална галаксија у сазвежђу Лав која се налази на NGC листи објеката дубоког неба.
Деклинација објекта је + 27° 49' 2" а ректасцензија 10h 20m 11,2s. Привидна величина (магнитуда) објекта NGC 3204 износи 13,8 а фотографска магнитуда 14,6. NGC 3204 је још познат и под ознакама UGC 5580, MCG 5-25-1, CGCG 154-3, PGC 30214.